# Туркменский эублефар
Туркменский эублефар (лат. Eublepharis turcmenicus) — наземная ящерица из рода эублефаров. Эндемик Туркмении и Ирана, крайне редкий вид. К 1988 году было известно всего около 40 особей этой ящерицы.

## Описание

### Внешний вид
Длина тела до 145 мм, длина хвоста до 94 мм, масса до 65 г. Самки несколько мельче самцов. Голова крупная, относительно высокая, чётко отграничена от шеи. Туловище покрыто мелкими чешуйками, среди которой расположены отдельные, более крупные чешуи конусовидной формы. Хвост короче туловища с головой, обычно сильно вздут в средней части. Молодые животные сверху одноцветно-тёмные с 2—3 широкими поперечными полосами на спине и такими же полосками на хвосте. Взрослые ящерицы желтовато-бурые или охристые, имеют многочисленные неправильной формы сиренево-коричневые пятна и крапины. Вдоль хребта обычно проходит светлая полоса. Хвост светло-сиреневого цвета с чередующимися светлыми и тёмными поперечными пятнами неправильной формы.

### Распространение и среда обитания
Населяет горы Копетдага на юге Туркмении и в Иране, а также прилегающие Туркмено-Хорасанские горы. Обитает в каменистых ущельях и на пологих склонах с изреженной сухолюбивой травянистой и кустарниковой растительностью. Прячется под камнями и в норах грызунов.

### Питание
Кормится насекомыми и другими членистоногими, мелкими ящерицами и, может быть, новорождёнными грызунами, которых охотно поедает в неволе.

### Естественные враги
В природе на туркменского эублефара могут охотиться среднеазиатская кобра и орёл-змееяд. 4 мая 1979 пойманная Р. А. Дановым в нижней части ущелья Айдере среднеазиатская кобра отрыгнула эублефара.

### Размножение
Самка откладывает два-три яйца в июле — начале августа. Сроки появления детёнышей в природе неизвестны. В террариуме инкубация яиц длится от 45 до 57 дней в зависимости от температуры.

## Туркменский эублефар и человек
Численность вида низкая, но, видимо, стабильная. До 1988 года в пределах СССР обнаружено не более 20 экземпляров. Примерно столько же известно из Ирана.
Охраняется в Копетдагском и Сюнт-Хасардагском заповедниках. В последнем был отмечен на территории Сюнт-Хасардагского участка (урочище Дамдам и ущелье Шахиндере) и в охранной зоне Ай-деринского участка. Был включён в Красную книгу Туркменской ССР.